# Helene Forsmann
Helene Forsmann (* 27. August 1859 als Helene Schürer von Waldheim in Unterdöbling; † 30. September 1908 in Wien) war eine österreichische Frauenrechtlerin.

## Leben
Helene Schürer von Waldheim war die Tochter des Apothekers Anton Schürer von Waldheim und wuchs mit drei Brüdern auf. Sie heiratete 1880 den russischen Apotheker Alexander Forsman (1844–1891) und lebte in St. Petersburg. Ihr Mann starb nach 10-jähriger kinderloser Ehe. Danach führte sie für einige Jahre noch die Apotheke in St. Petersburg. Schließlich kehrte sie zurück nach Wien und arbeitete im Betrieb ihrer Eltern, der Apotheke „Zur Goldenen Krone“ in der Himmelpfortgasse, die ihr Vater leitete und die nach seinem Tod 1899 verkauft wurde.
Helene Forsmann war in der bürgerlichen Frauenbewegung aktiv. 1903 war sie eine der zwölf Gründerinnen und bis 1908 erste Präsidentin des Neuen Frauenklubs Wien. Außerdem betätigte sie sich im Frauenstimmrechtskomittee des Bundes Österreichischer Frauenvereine. Laut dem Österreichischen Biographischen Lexikon erwarb sie sich „bedeutende Verdienste um die Frauenbewegung“. Vor ihrem sozialen Engagement in der Frauenbewegung gründete sie einen Chor, der nach ihr benannt wurde.
Marianne Hainisch schrieb 1908 in der Zeitschrift Der Bund einen Nachruf auf Helene Forsmann, Gabriele Werner, Vorsitzende des Frauenvereins „Diskutierklub“ (vormals: Comité antiklerikaler Frauen) eine gedruckt erschienene Gedenkrede.